# Programme du Front Breton
Le Programme du Front Breton est un texte issu des milieux régionalistes bretons en 1936, et adressé aux candidats des élections législatives françaises de 1936. Il vise alors à engager ceux-ci à soutenir des textes de lois garantissant l'enseignement de la langue bretonne à l'école, mais aussi la protections des intérêts économiques régionaux.
Un total de 41 candidats paraphent le texte, et 15 députés signataires sont élus. Si des motions sont bien présentées par la suite au parlement, ceux-ci sont écartés par le gouvernement.

## Origine du programme
Après la crise du 6 février 1934, plusieurs partis du mouvement breton optent pour des réponses et des stratégies d'alliances politiques distinctes. Si les fédéralistes de la Ligue fédéraliste de Bretagne se rapprochent des mouvements de gauche, en particulier du Parti communiste français, les nationalistes du Parti national breton optent pour une approche « ni front national, ni front populaire », et proposent l'idée d'un « front breton » dans le numéro du 2 septembre 1934 de Breiz Atao. L'expression est reprise dans le numéro d'avril 1935 de Stur.
L'idée rencontre un certain soutien dans les milieux fédéralistes, mais leurs organes politiques sont trop faibles pour aboutir à une réponse concrète, et ils disparaissent à cette époque. Les nationalistes font la promotion de cette idée dans les milieux paysans, mais peinent à gagner la moindre audience.
À l'approche des élections législatives de 1936 un ensemble d'organisations régionalistes rédige à l'intention des candidats un « programme du front breton ». Voulant se positionner au-delà des frontières politiques et sociales qui parcourent alors la société française, le projet prévoit la création d'un groupe de députés chargé d'assurer de la défense des intérêts régionaux, ainsi que le dépôt de lois visant à garantir l'enseignement du breton à l'école, ou d'instaurer un début de régionalisation.

## Réponse politique et électorale
Finalement, 41 personnes candidates à l'élection signent ce programme. Différents camps politiques sont représentés. À gauche, 7 socialistes et communistes, ainsi que 5 radicaux paraphent ce programme. Les modérés sont eux 14, et les conservateurs 15. Le Parti national breton, qui n'est pas intervenu dans la rédaction du programme et qui émet plusieurs réserves sur sa forme, incite cependant ses membres à voter pour les candidats qui ont signé celui-ci. 
Au premier tour des élections, les signataires du programme obtiennent 207 022 voix sur 686 507, puis 157 806 voix sur 361 447 au second tour. 15 députés signataires sont ainsi élus : Alphonse Barbot, Étienne Pinault, et François Joly en Ille-et-Vilaine, Pierre Gillet, Firmin Tristan, et Joseph Cadic dans le Morbihan, Pierre Michel, Paul Morane, et Yves Hervé dans les Côtes-du-Nord, ainsi que Jean Crouan, François Tanguy-Prigent, Vincent Inizan, Albert Le Bail, Jean Perrot et Hervé Nader pour le Finistère.
Les propositions de lois concernant l'enseignement de la langue bretonne ainsi que l'économie de la région sont étudiées à l'assemblée à l'été 1937. Une résolution est votée en commission à l'unanimité par 44 députés, visant à mettre en place un enseignement du breton dans l'enseignement primaire et secondaire en Basse Bretagne. Dans le domaine économique, un « comité parlementaire de défense des producteurs bretons » est à l'origine de plusieurs textes. L'ensemble de ces propositions culturelles et économiques sont par la suite écartées par le gouvernement. Les militants nationalistes du Parti national breton y voient alors la démonstration que « le salut de la Bretagne [ne se trouve] pas à Paris ».
L'opération est reconduite lors des élections sénatoriales de 1938, ainsi que lors de législatives partielles en 1939.

## Sources